# 2022년 서울국제실험영화페스티벌
제19회 서울국제실험영화페스티벌은 2022년 7월 14일에 열린 시상식이다.

## 수상 및 후보

### BEST EXiS AWARD
- 플로이 - 프라팟 지와랑산 수상

### KOREAN EXiS AWARD
- PLAYING TIME PLAYED - 왕지은 수상

### Jungwoon AWARD
- 지표 - 손혜주 수상

### 심사위원 특별언급
- 콘스탄트 - 사샤 리트빈테세바 외 1명 수상

### 엑스-나우
- 아날로그 오션 - 루이스 마시아스
- 내가 당신의 이름을 지어줄 수 있었다면 (영원히 당신을 안고 있을 거야) - 호프 스트릭랜드
- 차미나르 야경 - 가우탐 발루리
- 나를 나 자신으로부터 지켜주는 강은 없다 - 카를라 안드라데
- 강어귀 - 로스 맥페슬
- 콘스탄트 - 베니 바그너 외 1명
- 완전5도 - 코트니 스티븐스
- 협곡 - 재커리 엡카
- 우리가 숨 쉴 곳들 - 다보르 센빈센티
- 긴 복도 - 정여름
- 지표 - 손혜주
- 부분교차로1 - 조승호
- 세 개의 고래-인간 동그라미 - 임고은
- 아수라발발타 - 이정우
- 투모로우 이즈 어 워터 필라스 - 후아니타 온자가
- 내벽 - 권희수
- 코끼리가 도시로 이동할 때 - 윤혜정
- 아르칼리스 - 문유진
- 로샤 - 이수진
- 분더카머 10.0 - 기예림 외 2명
- 홈 웬 유 리턴 - 칼 엘세서
- PLAYING TIME PLAYED - 왕지은
- 흰독말풀의 새벽 노래 - 장-자크 마티노드 외 1명
- 토요일 오후 - 에리카 쉬우
- 나자르바지 - 마리암 타파코리
- D의 다두증 - 마이클 A. 로빈슨
- 통과지점 - 소피아 피터슨 외 1명
- 운수 나쁜 날 - 크리스토프 게렝
- 플로이 - 프라팟 지와랑산
- 초대받지 않은 - 니에 톰슨 외 1명
- 픽션들 - 마누엘라 드 라보르드
- 인스턴트 라이프 - 오호보카
- 파이로테크닉스 - 오온유
- 1/5400 비행과 프레임 - 조한 창

### 엑스-초이스
- 축적의 수도 - 락스 미디어 콜렉티브
- 심호흡 - 락스 미디어 콜렉티브
- 모두를 위한 조항 - 락스 미디어 콜렉티브
- 별들의 피 - 락스 미디어 콜렉티브
- 분테 쿠 - 파라스투 아누샤 푸어 외 2명
- 산의 심장 - 파라스투 아누샤 푸어 외 2명
- 추카 - 파라스투 아누샤 푸어 외 2명
- 모든 것이 빠르게 변한다면 - 파라스투 아누샤 푸어 외 2명
- 표면적 의식 - 파라스투 아누샤 푸어 외 2명
- 무제 단편 - 도플깅어 콜렉티브
- 무제 단편 #2 - 도플깅어 콜렉티브
- 무제 단편 #3 - 도플깅어 콜렉티브
- 먹물처럼 어둡고 짙은 별 없는 하늘 아래 - 도플깅어 콜렉티브
- 카메라 딘 - 도플깅어 콜렉티브
- 선사 시대 없는 풍경의 기록 - 도플깅어 콜렉티브
- 무제 단편 #6 - 도플깅어 콜렉티브
- 쾌락 탐광 - 뉴 미네랄 콜렉티브
- 공허한 지구 - 뉴 미네랄 콜렉티브
- 네온 오아시스 - 뉴 미네랄 콜렉티브
- 브라질, 채굴주의 - 마리나 카마고
- 누오이스트 경제 - 마오 첸유
- 과잉개발의 기억 - 키들랏 타히믹
- 아마업체 - 업체
- 빛과 음향 기계에 대한 인상 - 컬렉티보 로스 인그라비도스
- 코욜사우끼 - 컬렉티보 로스 인그라비도스
- 봤니? (어머니의 날) - 컬렉티보 로스 인그라비도스
- 알파벳/B - 컬렉티보 로스 인그라비도스
- 태양 사중주 파트 1: 일장석 - 컬렉티보 로스 인그라비도스
- 태양 사중주 파트 2: 산 후안 강 - 컬렉티보 로스 인그라비도스
- 이츠코아틀 - 컬렉티보 로스 인그라비도스
- 토날리 - 컬렉티보 로스 인그라비도스
- 데자뷰 참고사항 - 컬렉티보 로스 인그라비도스
- 미래 도전자들의 무수한 얼굴들 - 밀리시필름 콜렉티브

### 엑스-레트로
- 단편작들 1976 - 스탠 브래키지
- 서곡 1-6 - 스탠 브래키지
- 서곡7-12 - 스탠 브래키지
- 서곡 13-18 - 스탠 브래키지
- 서곡 19-24 - 스탠 브래키지
- 보호용 호일 - 레나테 사미
- 당신이 장미를 볼 때 - 레나테 사미
- 방랑. 필름 다이어리 1975-1985 - 레나테 사미
- 한해 - 레나테 사미
- 공원에서 - 레나테 사미
- 일본 행진 2014 - 레나테 사미
- 레나테 - 우테 오랜드
- 그리고 피라미드들 - 우테 오랜드

### 엑스-라이브
- 광야를 밝히다 - 프로젝트 아트 워크
- 따로 또 같이 - 세스 핌롯
- 콜렉티브 험 - 블랙 옵시디언 사운드 시스템
- 저전류 528 - 에반 이페코야
- 아기 자세 - 봄로야

### 인디 비주얼
- 아마도/우리 - 솔로몬 네이글러
- 자기 증오의 섹스 - 솔로몬 네이글러
- 게니자; 루블린 도서 무덤으로부터의 구절 - 솔로몬 네이글러
- 시민-가득한/도시(CIT-Y) - 솔로몬 네이글러
- 몸짓에 대한 기록 - 솔로몬 네이글러
- 푸가 네페시 - 솔로몬 네이글러
- 지붕 - 카말 알자파리
- 기억의 항구 - 카말 알자파리
- 기억 - 카말 알자파리
- 암피옥서스는 멀어요 - 카말 알자파리
- 색다른 여름 - 카말 알자파리
- 컬러 오브 러브 - 페기 아이쉬
- 꼭두각시 - 페기 아이쉬
- 전쟁의 교훈들 - 페기 아이쉬
- 키싱 포인트 - 페기 아이쉬
- 캔자스 애틀라스 - 페기 아이쉬
- 가장 검은 바다 - 페기 아이쉬
- 폴링 스카이 - 페기 아이쉬
- 애동 - 임영주
- 객성 - 임영주
- 워터/미스트/파이어/오프 - 임영주
- 극광반사 - 임영주
- 웨이팅 엠 - 임영주

### 아시아 포럼
- 탐바쿠 차킬라 오브 알리(담배 불씨) - 유간타
- 수데샤 - 유간타
- 이건 그냥 이야기인가 - 유간타
- 몰카린 (하녀들) - 유간타
- EAT - 야마구치 카츠히로
- 미나마타병 피해자의 친구들 : 비디오 기록 - 후지코 나카야
- 일본에서 여성 되기 : 가족 안에서의 해방 - 쿄코 미치시타
- 상황 74 - 모리히로 와다
- 모나리자 - 토시오 마츠모토